# Run-D.M.C.

Logo

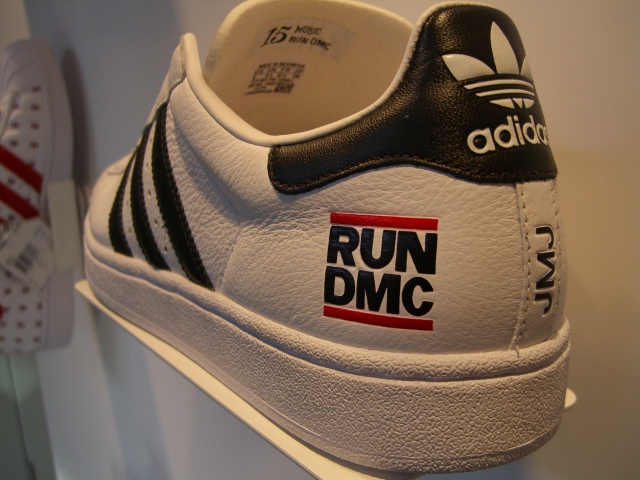

Run-DMC (také Run-D.M.C., RUN DMC nebo nějaká jejich kombinací) byla rapová kapela založená roku 1982 v New Yorku. Její členové byli Joseph "Run" Simmons, Darryl "D.M.C." McDaniels (oba narozeni roku 1964) a Jason "Jam Master Jay" Mizell" (1965-2002). Na úspěchu jejich prvního alba měl významný podíl producent Rick Rubin. V roce 1985 se dostali do filmu Krush Groove a o rok později vydali další album Raisin' hell a prosadili se (zejména ve Velké Británii) hitem Walk This Way.

## Diskografie

### Studiová alba
| Rok  | Album                                                                  | Nejvyšší umístění v hitparádě | Nejvyšší umístění v hitparádě | Ocenění          |
| Rok  | Album                                                                  | US 200                        | US Hip-Hop                    | Ocenění          |
| ---- | ---------------------------------------------------------------------- | ----------------------------- | ----------------------------- | ---------------- |
| 1984 | Run-D.M.C. - Vydáno: 27. března 1984 - Vydavatel: Profile Rec.         | 53                            | 14                            | US: zlaté        |
| 1985 | King of Rock - Vydáno: 21. ledna 1985 - Vydavatel: Profile Rec.        | 52                            | 12                            | US: platinové    |
| 1986 | Raising Hell - Vydáno: 18. července 1986 - Vydavatel: Profile Rec.     | 3                             | 1                             | US: 3x platinové |
| 1988 | Tougher Than Leather - Vydáno: 16. září 1988 - Vydavatel: Profile Rec. | 9                             | 2                             | US: platinové    |
| 1990 | Back from Hell - Vydáno: 1. července 1990 - Vydavatel: Profile Rec.    | 81                            | 16                            | US: /            |
| 1993 | Down with the King - Vydáno: 4. května 1993 - Vydavatel: Profile Rec.  | 7                             | 1                             | US: zlaté        |
| 2001 | Crown Royal - Vydáno: 3. dubna 2001 - Vydavatel: Arista Rec.           | 37                            | 22                            | US: /            |

### Kompilace
- 1991 - Together Forever: Greatest Hits 1983-1991
- 2002 - Greatest Hits (Run-D.M.C. Album)
- 2003 - Ultimate Run-D.M.C.

### Alba z živých vystoupení
- 2007 - Live at Montreux 2001